# 国立職業リハビリテーションセンター
国立職業リハビリテーションセンター（こくりつしょくぎょうリハビリテーションセンター、英語: National Vocational Rehabilitation Center for Persons with Disabilities）とは、中央障害者職業能力開発校と中央広域障害者職業センターを併設する施設である。1979年（昭和54年）7月1日に設立。独立行政法人高齢・障害・求職者雇用支援機構が運営する。

## 中央障害者職業能力開発校
職業能力開発促進法に基づき、国が設置する障害者職業能力開発校の一つである。

### 普通職業訓練
以下の各コースの訓練期間は、短期課程は6ヶ月、その他は普通課程で1年である。
- 機械技術科
  - 機械CADコース
- 電気・電子技術科
  - 電子CADコース
- テクニカルオペレーション科
  - FAシステムコース
  - 組立検査コース
- インテリアデザイン科
  - インテリアデザインコース
  - 建築CADコース（短期課程）
- 情報技術科
  - ソフトウェア開発コース
  - シスアドコース
  - 視覚障害者情報アクセスコース
- ビジネスマネジメント科
  - 会計ビジネスコース
  - OAビジネスコース
  - ビジネスライセンスコース（短期課程）
  - オフィスワークコース
- メディアビジネス科
  - DTPビジネスコース
  - Webビジネスコース
- 職域開発科
  - 組立ワークコース
  - オフィスワークコース
  - 物流ワークコース
  - 代償手段獲得コース（短期課程）
- 職業実務科
  - オフィスワークコース
  - 販売・物流ワークコース
  - ホテルアメニティワークコース

### 高度職業訓練
在職している障害者の技能向上を目的とした短期の訓練として能力開発セミナー（機械関係、電気・電子関係、デザイン関係、DTP関係、情報処理関係、事務関係）を実施している。

## 中央広域障害者職業センター
障害者の雇用の促進等に関する法律に基づき、国が設置する広域障害者職業センターの一つである。

## 所在地
〒359-0042 埼玉県所沢市並木4-2